# Pivonín
Pivonín je součástí obce Zábřeh v okrese Šumperk.

## Název
Jméno vesnice bylo odvozeno od osobního jména Pivoňa a znamenalo "Pivoňův majetek".

## Kulturní památky
V katastru obce jsou evidovány tyto kulturní památky:
- Chalupa čp. 15 se stodůlkou – lidová architektura z 19. století s rámovou stodůlkou
- Partyzánský bunkr – v lese u Drozdova.